# Креспо, Хосе Анхель
Хосе Анхель Креспо Ринкон (исп. José Ángel Crespo; 9 февраля 1987, Лора-дель-Рио, Испания) — испанский футболист, игравший на позиции защитника.

## Карьера
Креспо родился в Лора-дель-Рио, Андалусия, Испания. Выпускник академии «Севильи», дебютировал за основную команду 21 декабря 2005 года в матче против «Хетафе», в сезоне 2005/06 ещё 2 раза появлялся на поле за основную команду, но в основном играл за вторую команду Севильи. В результате будучи в глубоком резерве выиграл в 2006 году с командой Кубок УЕФА, сыграв по ходу турнира только в одной игре, а в 2007 году стал обладателем Кубка и Суперкубка Испании, однако в одном из турниров на поле не выходил.
В сезоне 2007/08, из-за неожиданной смерти основного левого защитника «Севильи» Антонио Пуэрты, Креспо занял место в основе. В декабре 2008 года «Астон Вилла» сильно заинтересовалась игроком, но в итоге Креспо остался в Севилье. В дальнейшем Хосе потерял место в основе.
3 июля 2009 года был отдан в аренду в клуб «Расинг» (Сантандер), за который провёл 13 матчей.
18 июля 2010 года перешёл в итальянский клуб «Падова». С командой занял 5-е место в Серии B, но проиграл плей-офф за право выхода в высший дивизион. Тем не менее в следующем году Креспо все равно стал играть в итальянской Серии А, поскольку 14 июля 2011 вместе с одноклубниками Федерико Альярди и Даниэле Ватаджиато перешёл в «Болонью». Впрочем, в новой команде Хосе не сыграл. 
Отдавался в аренду в клубы «Эллас Верона» и «Кордова» для получения игрового времени..
27 июля 2015 года перешёл в «Астон Виллу», заключив контракт на три года. Но и в новой команде Креспо не закрепился, сыграв за полгода только одну игру в Премьер-лиге и одну игру в Кубке Лиги, и 20 января 2016 года был отдан в аренду в «Райо Вальекано», где играл до конца сезона, но не спас команду от вылета из Ла Лиги.
В начале июля 2016 года Креспо присоединился к греческому клубу ПАОК, подписав с ним трехлетний контракт. С командой трижды подряд выиграл Кубок Греции. Креспо сыграл за клуб из Салоник 84 матча в чемпионате Греции.
В 2006 году дебютировал в составе юношеской сборной Испании, принял участие в 6 играх на юношеском уровне. С командой Испании (до 19 лет) стал победителем юношеского чемпионата Европы 2006 года в Польше.
С 2007 года привлекался в состав молодежной сборной Испании, с которой был участником молодежного чемпионата мира 2007 года в Канаде, дойдя с командой до четвертьфинала. Всего на молодежном уровне сыграл в 9 официальных матчах.

## Достижения
«Севилья»
- Обладатель Кубок Испании: 2006/07
- Обладатель Суперкубка Испании: 2007
- Победитель Кубка УЕФА: 2005/06

«Эллас Верона»
- Вице-чемпион Серии B: 2012/13

ПАОК
- Чемпион Греции: 2018/19
- Обладатель Кубка Греции (3): 2016/17, 2017/18, 2018/19

Испания (до 19 лет)
- Чемпионат Европы по футболу (юноши до 19 лет): 2006[11]